# グラスハート
『グラスハート』（GLASS HEART）は、若木未生による日本のライトノベル。イラストは橋本みつる・羽海野チカ・藤田貴美が担当している。

## 概要
1993年、雑誌「コバルト」（集英社）にて読み切り『グラスハート a piece of introduction』が掲載され（2月号「特集 若木未生スペシャル・エディション」）、同年8月号に『グラスハート2 the BAND has no name』が掲載され、シリーズ化された。単行本は、1994年に第1巻『グラスハート』が集英社のコバルト文庫から刊行された。
2001年から第2期としてシリーズ名表記を『GLASS HEART』に改める。雑誌掲載分は『ラッキースター』（同誌2001年6月号）、単行本では『冒険者たち』よりイラスト担当が橋本みつるから羽海野チカへ交代となる。
2009年、最終巻が幻冬舎コミックスの幻冬舎バーズノベルスから刊行された。イラスト担当は藤田貴美へ交代となる。2010年2月より、コバルト文庫から刊行された分を藤田のイラストに統一して一部書き下ろしを追加し、順次バーズノベルスから刊行。2011年2月にコバルト文庫既刊分の出版が終了した。今後は「ボーナストラック」としての番外編を1冊書き下ろす予定とされていたが、12年越しの2023年12月に『アグリー・スワン』が四六判ソフトカバーで幻冬舎コミックスより刊行。
2024年11月8日より田口囁一による作画で本編のコミカライズ、同日より朔田浩美の作画で番外編のコミカライズ『グラスハート 音楽は何処に?』、2025年7月25日より引き続き朔田浩美による作画で『アグリー・スワン』のコミカライズ『グラスハート アグリースワン』が全てウェブコミック配信サイト「comicブースト」（幻冬舎コミックス）にて連載となった。田口による本編コミカライズでは、小説版で朱音がᏃ−アウトのライブ映像をブラウン管テレビで見ていたシーンは自分のスマホを横画面で使っていたり、リビングの固定電話にかかっていた電話の着信がそのスマホになっていたり、時代に合わせた変更がなされている。
2025年7月、Netflixにて実写ドラマが配信中。

## あらすじ
所属していた学生バンドを「女だから」というだけの理由でクビになった西条朱音の元に、一本の電話がかかってくる。「大至急あんたのドラムが欲しい」「すでにメジャーデビューが決まっている」との言葉に半信半疑の朱音だが、その電話の主が音楽業界では有名な藤谷直季である事を知る。約束のままに翌日、藤谷・高岡尚・坂本一至と合流し、朱音は新しいバンド「テン・ブランク」になし崩しで参加する事に……。
天才藤谷の元、デビューから順風満帆な活動をしている様に見える「テン・ブランク」。しかしその中では、メンバーそれぞれが音楽に対し、お互いに対して様々な思惑や葛藤を持っていた。曲作りやライブを重ねる度に成長する朱音の姿や、それをとりまく人間模様が描かれている。

## 登場人物

### TEN BLANK（テン・ブランク）
西条朱音（さいじょう あかね）
11月23日生。最終巻（『イデアマスター』時。以下同様）で18歳。主人公。一人称は「西条」か「あたし」。TEN BLANK（テン・ブランク）のドラマー。スティックはヒッコリーを愛用している。本作スタート時は高校2年生（17歳）で、『コゴエ ノ イロ』で大学に無事合格。コミカライズされた『音楽は何処に？』の頃には二十歳を迎えており、藤谷スタジオでの鍋パーティーで、酒類を買ってくる。
中学の音楽教師である父とフリーの音楽誌ライターである母、坂本と同学年の兄を持つが、6歳頃に親が離婚しており、現在母親と2人暮らし。両親の音楽の趣味がほぼ正反対だったため、ロックやポップス以外にクラシック音楽も聞いて育つ。父親の意向もあって、音楽に関わる物（ステレオコンポや楽器類）にはあまり不自由したことがない。3歳から10年間クラシックピアノを習っていた。食べ物の好き嫌いは特にないが、強いて挙げるならメロンやマスカットといった、値段の高い果物が苦手。
自宅は新宿御苑付近のオートロック・マンションで、最寄の地下鉄駅は新宿御苑前駅。
前バンド「テディ・メリー」ではキーボードだったが、理不尽な理由でクビになる。が、その直後に藤谷側から連絡があり、それがテン・ブランク加入のきっかけとなった。ただし、完全に「テディ・メリー」と縁が切れたわけではなく、メンバーの1人で彼女をバンドに引き込んだ張本人でもある高校の上級生・羽原ヒロマサとは、藤谷の過去のインタビュー記事をかき集めてもらったりするなど、関係が続いていた。
元々高岡尚の大ファンであり、Z-アウトのツアーはサポートの高岡目当てに追っかけをしたこともある。地の文では「尚」と呼び捨てにしているが、ファン心理が働くためか、高岡が相手の会話だと受け答えや態度が変化することも。作中中盤にかけて「音楽の神様」藤谷に惹かれるが、終盤で坂本と恋仲になる。『海と黄金』ラストより1年後には坂本と結婚、同居している。
高岡曰く「本能」でドラムを叩くため、クリックトーンがあっても若干つんのめったようなリズム（藤谷は「変なタイム感」、ユキノは「躊躇がない」「じぶんをまもらない」と評する）になるが、一度叩き始めたらリズムキープはできる。そのドラムを高岡は「バンドの要」と評し、ヒビキは「藤谷さんの中で一番（の理想）」と評した。ライブのように声（ボーカル）が傍にある状態で叩くとその本領を発揮できる模様。なお本人は、ファンでありスタジオ・ミュージシャンとして定評のある高岡をはじめとする「雲の上の人」に囲まれていると認識している節がある。
真崎桐哉には、出会った当初の会話から「野望娘」と呼ばれることがある（途中で1度「無謀娘」に格下げされた）。
TBの活動停止期間に、坂本のプロデュースで10曲入りのソロアルバムを作った。ゲストミュージシャンには真崎や高岡、藤谷がいる上、藤谷の策略で1曲歌っている。
高岡尚（たかおか しょう）
9月17日生。最終巻で26歳（『ラッシュ』で27歳）。一人称は「俺」（時々「ワタシ」）。極まれに藤谷から「ショウタ君（尚太君とも表記）」と呼ばれる。テン・ブランクのギタリストで、たまに作曲したりベースも弾く。バンド内最年長者。そのため最年少である朱音との年齢差からくる「感覚の違い」を気にする描写も。「いい曲が弾ければ経緯は関係ない」主義。藤谷に「先生」というあだ名をつけた張本人で、後にマネージャーや朱音といった関係者に伝染する。
実家は手打ち蕎麦屋で、3兄弟の長男（実家は上の弟が継ぐ。下の弟は小劇団員）。父親が『ストロボライツ』の頃に脳梗塞で倒れたため、一時的に仕事を調整して実家のヘルプに入っていたことがある（後に他界）。成人式に行かなかったクチらしい。メンバー唯一の自動車免許持ち（車は楽器車としても使用するためタウンエース）で、16歳からバイクにも乗っている。1人で移動する時は単車が多い（朱音曰く、「ファンとしては複雑」）。
マイナー時代はバンド「マイルス・ヴェール」のメンバーとして活動（初期ボーカルの周防タカシはその後ソロで活動している）。当時大学生だったが、バイトとバンドに明け暮れており、ほぼニセ学生だった模様。「マイルス・ヴェール」活動末期に偶然路上で藤谷と出会い、バンド活動に誘うが、振られている。バンド解散後は、玄人受けのよいスタジオ・ミュージシャンとしてアイドル・神取アキや人気バンド「Z-アウト」などにサポートで参加。この頃にある事情から、上山源司がチーフ・マネージャーを務めるバンド「ブーギーズ」のレコーディングにも参加している。
大学を卒業した藤谷の誘いに乗り、新たにバンド活動をスタートすることに。その際、藤谷との活動に専念するため、「Z-アウト」のサポートなどの契約を一旦白紙にし、事務所を移籍した。神宮前の通称「藤谷スタジオ」で坂本・藤谷と共同生活をしているが、2人の生活習慣があまりに杜撰なためお母さん的存在と化している（後に、元々住んでいた世田谷区の防音マンションに戻った）。バンドが活動縮小し始めた頃からサポートの仕事で入ったボーカリスト・香椎理多の曲と声が気に入って、自ら日程を調整しライブやレコーディングのギターを積極的に受け持つ。後に恋仲となり、理多が高岡のマンションで寝起きするようになったが、その後とある事情から千駄ヶ谷のマンションへ移った。
忙しい時ほど部屋の中や台所を片付けてしまうタイプ。「楽器の練習をしない」「楽器を愛していない」人間が気に入らない。実はバックコーラス程度なら歌えるのだが、それを知った藤谷に「歌えるのに歌わないのは詐欺」と非難されたことがある。
長い茶髪がトレードマーク（煙草に火をつける際、ライターから毛先に燃え移って「かちかち山」状態になったこともあるらしい）。煙草セーラムライトを好む（以前はマイルドセブンやキャメルを吸っていた）が、喘息持ちの坂本や、ボーカルの藤谷への気遣いでピックをくわえている事が多い。
基本的にお節介な性格で、喧嘩っ早い側面を持ち、冷静でいようと、かつて性格を改造したらしいが、その分、楽器の音が喧嘩腰になる（朱音とその母は、Z-アウト時代に気づいていた）。その「喧嘩腰なんだけどどこか人懐っこい」音は、モモコに「藤谷の音楽性と合ってないんじゃない？」と評されるが、藤谷にとって「自分とは異質」であるが故に必要らしい。そのため、藤谷とは「楽器の音色」で喧嘩を繰り広げることが多い。藤谷の音に飲まれることなく自分の音を出すことができるが、それでも「藤谷の曲」の根幹部分を自分なりに感じ取り、そこだけは崩さないようにしている。『アグリー・スワン』では、ライブを見ていた理多に「（楽器の音が）ひとりだけ浮いてる」「六弦の切っ先で他の音とぶつかって怪我させようとしてる」と音色を評され、「ひとのことを斬るギタリスト」と認識される。
手が空いているときは、大抵床に座ってギターを抱えている。いくつかのギターメーカーとモニター契約していることもあって、常にギターは複数持つ。また、中期以降のピックは白色で「TB」のロゴを彫り込んだオリジナルデザインの物を使う。
マネージャー・甲斐の退社後、上山が来るまでブランクがあったが、彼が藤谷のスケジュールをある程度把握していたため、何とかなっていた節がある。また、メンバー内では藤谷と一番付き合いが長いため、藤谷の暴走を止めるために喧嘩することもしばしばあり、藤谷に執着する面々を「ストーカー｣と認識している。また、朱音が自身のファンであることを知ってからは、彼女をおもちゃにして遊ぶことも。当初は、朱音を含め基本的に名字で呼んでいた（上山のみ「源司」）が、マネージャーの上山が「アカネ」呼びしていることと、朱音が坂本と結婚し「坂本」姓が2人になったため、上山に倣い「アカネ」呼びに変えた（「さん」づけはしたりしなかったりまちまち）。朱音と坂本の遊び半分の提案に乗って、ギターソロを3つ即興で作るというお茶目な一面もある。
自身を「プレイヤー体質」と評し、朱音が来るまでは、アーティスト気質の藤谷・坂本に「バンド」のイロハを1人で教育する羽目になっていた。また、天性の才能を持つ他の3人と比べて、自分が「凡人」であると感じているが故に、努力を怠らない。心の中の優先順位は、恋人である理多の仕事よりバンドの仕事のほうが上。ただしどちらもやりたいので、藤谷が言うところの「二股」は両立させるつもり。
坂本一至（さかもと かずし）
2月6日生。朱音のひとつ年上で、最終巻で19歳。一人称は「俺」。朱音は普段「坂本くん」と呼ぶが、たまに「先輩」と呼ぶ。テン・ブランクのキーボード担当。主な使用機材はローランド。中盤からはマッキントッシュでも打ち込み作業をする。新機種には目がなく、発売されると足しげく楽器屋に通う。ピアノは朱音が羨ましがるほどの腕前だが、独学であるため、本人に言わせると「癖がありすぎ」るので、「普通に弾けるようになりたい」らしい。元々多重録音オタクであり、どの楽器もそれなりに弾きこなせるが、本職はドラムでメトロノームのように正確にリズムを刻む。しかし後述の喘息のため、ドラムを叩くことは少ない。バンドでは「傍若無人に弾きとばすソロプレイ」を身上とし、主にシンセサイザーの打ち込みと、一部の楽曲の作・編曲を担当する。藤谷経由で届くプリプロの打ち込みも仕事としており、アレンジ作業を「音と自分のケンカ」と表現する。『アグリー・スワン』第三章の頃（バンド再開後）には、アニメ映画のサントラを手がけている。
耳がいいので、テープを聴いただけでパート毎に分析できてしまい、音の細かいニュアンスにこだわる癖がある。ライブ前のリハーサルで少し距離のある場所から朱音のヘッドホンのクリック音を聞き取る、ライブの観客の歓声のベクトルがバラバラなことに困惑する、野音ライブの音の調整に手こずるなど、耳がよすぎるゆえのエピソードもある。
藤谷との出会いは、彼が何処かのコンテストに送ったデモテープを入手した藤谷が、全面的に曲を改変し、そのテープを坂本に送りつけて喧嘩を売ったこと。そのテープの、跡形もなく改変された曲を1度だけ聴いた坂本が、怒りのあまりテープをずたずたにした挙句早朝に藤谷の家に怒鳴り込んだらしい。藤谷の才能に嫉妬すると同時に人一倍尊敬もしている。そのため彼を意識しすぎて、真崎に「ミニ藤谷」と例えられたことも。
外見は眼鏡をかけたボサボサ頭ゆえに、合流当初の朱音には野比のび太に形容された。視力は0.1以下でコンタクトレンズは苦手だが、使い捨てレンズを作ったことがある。常に吸入器を携帯しているほどの喘息持ちで、気候と体調・精神状態によっては発作を起こすことがある。それに加えて引きこもりがちなため、心配性の母から過度の愛情を受けており、逆にそれを負担に感じている。家族構成は両親のほかに3つ年上の兄（大学の医学部在学）がいる。父親は医者であり、息子達も医者になるべきと厳しく躾けられてきたが、父親が「子供は殴って言うことを聞かせる」主義だったため、兄は、好き勝手している坂本を度々殴って言うことを聞かせようとする。また、自身の家族を「音感のかけらもない」と評する。家族との確執を見られてしまったことがある朱音の精神的な強さを「軽騎兵みたいだ」と評した。
有名な6年制の男子校に籍を置くが、中学受験で疲れ果て、中学時代から「出席日数のかけらもない」状態であるため、自分の学年を把握していない（最終的に高校中退。通っていたのは私立祥英高校）。
料理や家事は得意でなく、食事はたいてい外食か出前、コンビニ弁当などで済ますが、中盤以降は彼を気遣った西条母の計らいで、西条家で食べることもある。藤谷との共通点は、集中すると休憩や食事を忘れることと、納豆が苦手なこと。また、根本的に藤谷と同じアーティスト気質なため、作曲中は外野には意味の分かりづらい会話を披露することも多い。
作中終盤で自身が藤谷に甘えていたことに気づき、「藤谷スタジオ」を出る決心をする（その後、高田馬場付近にある、防音完備の小さなアパートで1人暮らしを開始）。また、バンド活動停止中も、藤谷との仕事（主に作曲）は続いており、楽譜やパソコンデータを通しての「交換日記」のような物をやっていた。
藤谷直季（ふじたに なおき）
2月28日生。最終巻で25歳。一人称は「僕」か「俺」。通称「先生（センセイとも表記）」（名付け親は高岡）。テン・ブランクの ベーシスト兼ボーカルでバンドリーダー。プロデューサーも兼ねるため、無意識に猫を被ったりする（本人曰く「撮影用、音楽用、人間用のマスクがある」）。撮影モードだと、朱音曰く「きれいな人」になっている。裸眼視力は0.4くらいで、近視用眼鏡を所持。
14歳の若さで彗星の如く音楽シーンに現れた「ロック界のアマデウス」と呼ばれる天才音楽家。バンドでは作詞作曲、主な楽曲の編曲も担当。大抵「生き方（人生哲学）」を詞にする。きっちりバンドスコアを書き下ろすが、ギターリフやキーボードのアレンジは大まかな指示だけで、高岡や坂本に任せる。また、周囲がどんな状況であっても、新曲を思いついては五線紙に書き込んでいる。なお、その譜面構成は複雑で、朱音曰く「ベースを鍵盤楽器か何かと間違えている」。その他、大学時代の同期である漫画家・土岐喧介の原稿に、消しゴムをかけ、ベタを塗り、トーンを貼るという器用さを見せたことがある。ただし、基礎体力が低く、作曲に集中しすぎていたりすると、よく体調を崩す。
本職はピアノなのだが、ギターなど他の楽器もそれなり以上にこなせる、元神童（1stツアーでヴァイオリンを弾く、新曲候補のデモテープでギターを弾くなどの描写がある）。ただし右足が悪い為（後述）ドラムは叩く事が出来ず、キーボード類は作曲にしか使わない（本人曰く「自分の曲でピアノを弾くと、テン・ブランクがいらなく」なってしまうため。また「自分のピアノは誰もいない部屋」とも表現）。大抵の楽器は人並み以上の技量を持つため、高岡に「コンビニエンスストア」と評されたことがある。主に黒のプレシジョンベースを使うが、ごく稀にアイバニーズ（「バニーちゃん」）、リッケンバッカー（「バカ」）も使うらしく、作中で「俺のバカ知らない?!」などと口走ったことがある。また、フェンダー・ジャズベースをライブで使用している描写もある。レコーディング時などに、ギタリストの高岡に対して「楽器の音色」でよく喧嘩を売る。
癖のある黒髪が特徴。ある事故の後遺症で、歩く際に右足を若干引きずるため、精神状態によってはよく物にぶつかったり転んだりする。そのため高岡などから「走るな」と注意されることも。普段たばこは吸わないが、ごく稀に高岡から分けてもらったりしている。また、時季に関わらず丈の長いコートをよく着ている（財布と鍵を入れっぱなしにしているため）が、真夏にも着そうになって、高岡に注意されたことがある。
渋谷・神宮前の一等地に一軒家を持っている。関係者に「藤谷スタジオ」と呼ばれるそこに、高岡と坂本が居候しているが、作中終盤で2人とも出て行ったため、寂しさのあまり猫を飼い始めたらしい。
真崎桐哉の異母兄で、そのあたりの話は複雑。また、幼い頃は桐哉がいる実父の家で過ごし、桐哉の母にピアノを教わっていたが、ある事情からピアノの調律師とピアニストの夫婦の養子となり、「藤谷」姓に。養父母と共に海外で暮らした経験もある。スタインウェイのグランドピアノの音が好きで、彼にピアノを弾かせたい坂本とは、作中で「坂本の曲だったらピアノを弾く」という約束をしている（朱音のソロアルバムを作る際に叶った）。
ソロ活動時代、自身が歌うことは少なく、井鷺一大プロデュースの歌手、森生リカ、高野仁実などに楽曲を提供。また、名前は出さずにギターやピアノを弾くことも多々あったという。東京大学（教育学部）入学を理由に音楽活動を停止していたが、大学を卒業し、音楽活動を再開するにあたり、コンテスト等に送られてきたデモテープを人脈を駆使してかき集め、それらを聞いて人選を行う。そこで偶然見つけた坂本と、出会って以来度々連絡を取っていた高岡とで、名前を決めないままバンドを結成、これが後にテン・ブランクとなる。このデモテープの件を見てもわかるように、業界に広がるプライベートな人脈は膨大であり、年長者の多くに自分の名前が知られていることも含めて「消えないならドロドロに汚れるまで利用した方がマシ」と発言したことがある。
昔は曲をアレンジする際に、作曲者の美点と言えるものを壊してしまっていたが、バンドとして活動するうちに、坂本の曲を「坂本らしさ」を壊さずにアレンジすることもできるようになった。
根っからのアーティスト気質であるため、全力で音楽に集中するあまり思考回路や言動が飛ぶ事が多く（朱音曰く「全身音楽の人」「音楽の神様」、高岡にも「音楽バカ」と評される）、たびたび周囲を振り回している「困ったちゃん」。人に対して腹を立てることが苦手なためか、朱音のいる前で理性を飛ばして作曲モード全開にした際は、「作曲モード全開の方が理性的なんじゃないか」と評されている。なお、自身が精神面で「普通の人」ではないことは自覚している。
喘息のためドラムに集中できない坂本のドラムの音に近く、自分のバンドで使えるキーボード兼ドラマーを探していて、偶然朱音のドラムに出会った。また、作中終盤で、「天才である自分に壊されない人（=藤谷直季より天才な人）」となら、共同で音楽をやっていけると思い、バンドの人選をしていたことが明かされる。また、「自分1人では出せない音」を創り上げることができるのがバンド、というような認識をしている。自分が見出したためかバンドメンバーに対しては執着心を持っており（特に高岡に対してのそれが顕著）、「ギタリストの高岡」を奪い合う、ライバル関係となったボーカリスト・香椎理多に対して「高岡君は譲らない」と宣言しつつも、「友人として彼が幸せなのは嬉しい」と吐露している。
作中では、セリフや彼視点の一人称の場合、あまり句点がつかず、句点を打つべきところが読点になっていることがある。

### オーヴァークローム
真崎桐哉（しんざき とうや）
11月12日生。最終巻で24歳。音楽ユニット「オーヴァーサイト・サイバナイデッド・クローマティック・ブレイドフォース」（通称オーヴァークローム）のボーカル（作詞作曲も担当するが、編曲とプロデュースは有栖川と共同）。作曲にはピアノ、シンセサイザー、ギターを使う。ステージでは時々、ギターとブルースハープを演奏。一種のカリスマ性を持つ。煙草はバージニア・スリムを吸う。ユニット名は『ブレードランナー』などの影響によるもので、いずれ映画のサウンドを手がけたいと願っている。
趣味は映画、ゲーム、スポーツジム通い、ドライブ、スノボ、買い物、DJの真似事、藤谷のウォッチング。
オーヴァークローム結成前からバンドを転々とし、歌う事に執着してきたが、周囲と自分の間に熱量差があるため、バンドを組んでは短期間で解散するということを繰り返していた。佐伯オサムから有栖川を紹介された時には人間関係に疲れていて、人間の出す生の音を使わない「機械仕掛けの音楽」を目指すユニットを組む。
黒が好きなので服装はたいてい黒ずくめ（ゆえに「教徒」と呼ばれるレベルに達した彼のファンも黒ずくめが多い）。指輪は銀、ピアスは赤を好む。サングラスをかけて目元を隠していても、その服装のために、分かる人には分かってしまう。自身が気に入らない人間への嫌がらせは放置あるいは平気でエスカレートさせるような自己中心的な性格で、傍から見ればひどい事もさらっと言ったりやったりする。口は悪いが理詰めで筋を通すタイプであり、雑誌のインタビュアーに対して怒っている際は「理論武装っぽく怒る」と朱音に評された。
うわべだけのお世辞や綺麗事を言う人間は信用せず、ストレートな本音を言う人間を好む。過去に様々なアルバイト経験があり（音楽、客商売、水商売、配達、便利屋、リゾート関係など）、2年間バイトしていた楽器屋では優秀な店員で現在も店との関係は良好。Z-アウトのレージとも仲が良いらしく、人懐こい面がある。
藤谷直季の異母弟で、とある事情から6歳ごろまで藤谷と一緒に育ち、母親にピアノを習っていたが、母親が、自分より所謂「愛人の子」である藤谷の方ばかり気にするようになり、桐哉に対しても「ナオキくん」と呼びかけるため、自分の名前がわからなくなりかけていた。それを受けた実父により藤谷が養子に出され、問題は解消されたかに見えたが、現在でもうなされて母親への恨みを漏らすなど桐哉自身のトラウマは解消されておらず、煮詰まるとグランドピアノの下でしか眠れなくなる。芸名の「真崎」は母の旧姓。上述の家庭環境から、藤谷をあまり「兄」として意識していないが、藤谷の厄介な性格をある程度把握していて、特に音楽に関わることではライバル視しており、時々嫌みったらしく「オニイチャン」と呼んだりする。藤谷が自宅で猫を飼い始めてからは、藤谷不在時の世話係として呼び出されることがあり、文句を言いつつも受け持っている。
「テン・ブランクの人間と個々の音楽性は嫌い」だと言い放ち、藤谷に見出された朱音に度々ちょっかいを出してくるが、朱音のドラムを聴いてからは「藤谷バンドの中ではワンアンドオンリー」と評価し、速達で新曲のサンプル盤を送りつけて、それに同封したメモで自宅の電話番号を教えるなど、何かと朱音の助けになる事も多く、彼女のことは本気で気に入っている様子。
佐伯からは当初からソロシンガー向きだと見られ、藤谷から何度も楽曲提供の申し出もされていたが、ずっと断ってきた。しかし様々な出来事を経て、物語終盤にはソロとして活動することを決め、オーヴァークロームを解散させた（ただし解散後も、有栖川と共にライブや楽曲制作を行なっている)。
「鍵盤屋が書いた曲はボーカルのことを考えていない」と愚痴るが、自身はオーヴァークローム時代に鍛えたのでなんとかなっているとも嘯く。
有栖川シン（ありすがわ シン）
本名は有栖川真広（まひろ）。「マサヒロ」と読み間違われるのが嫌なため、芸名で活動。オーヴァークロームの相方で、結成時27歳（当時真崎は21歳）。音楽ディレクターである佐伯オサムの紹介で真崎桐哉に出会う。「機械仕掛け」と称される音作りはほぼ一任されており、ミキシングも自分でやってしまう。「機械仕掛け」にこだわるため生の音は使わないが、中期以降はサンプリングした朱音のドラムをシークエンスの素材としてよく使っている。
長身（桐哉より背が高いので、見下ろされた桐哉は不機嫌になっている）、普段は大学教授っぽい黒縁メガネをかけ、常に他人事のように棒読みっぽく喋る。一人称は「僕」で、基本的に誰に対しても敬語を使う。
原作者によると「作中で一番の変態」で、幼少期から他者を実験材料のような目で眺めるような常人とは違う感覚を持ち、桐哉と出会う前には女とクスリのせいで「精神的不能者」になっていた。しかしそれゆえ桐哉のもつ「刺激」に負けない人間であるとも自負している。佐伯はのちに、桐哉と組ませたことで有栖川のことも育てたつもりだったと明かした。
オーヴァークローム結成後も女にはだらしなくファンにも手を出しているが、相手の人間性には無関心で関係した女性の顔も覚えていない。
その反面、真崎桐哉には強く執着しており、出会った時から彼の容姿の美しさや危ういカリスマ性に惹かれ、頭の中で桐哉が死ぬところを妄想するなど歪んだ感情を向けている。しかしその執着はマヒロの脳内だけで完結しているため、周囲にはわかりにくく、桐哉に対しても他人事で接しているように見える。ファンからはオーヴァークロームの二人は不仲だと噂されているが、実は共依存に陥っているようなところがある（佐伯の恋人のカホから「貪っても足りない中毒患者のような感じ」とその関係を評された）。
マヒロから桐哉を取り返そうとする藤谷のことは迷惑と見なし嫌いと断言するが「容赦なく何かを許さない偏狭さ」という点で藤谷とマヒロは似た気質を持っている。桐哉が藤谷ら他人からのプロデュースと楽曲提供を受けることを知った時は、大きなショックを受けたが、桐哉の成長のためにオーヴァークローム解散を決めた。
しかし解散後も、桐哉から呼び出されて彼のライブや楽曲制作に関わっているため、オーヴァークローム時代とあまり変わっていないようである。
実は偏食（ロールキャベツの肉だけ食べてキャベツを残すなど）で、真崎にキレられている。

### その他
西条モモコ（さいじょう モモコ）
朱音の母親でJ-POP系音楽誌のフリーライター。大雑把なためか中学校教員の夫とはどうしても生活リズムが合わなかったらしく離婚に至っているが、朱音が聞いた、離婚を切り出した夫の言葉から、夫婦は完全に仲違いしたわけではない模様。「どーしても好意的なCDレビューが書けない」と逃避してみたり、締切りと編集者の電話に追われている姿が殆どだが、テン・ブランクに参加する娘にアドバイスをしたり藤谷に直接挨拶に行くなど、プロとしての一面も見せる。異名は「火の玉モモコ」。
また、坂本の体調を気遣い、なるべく手料理を食べさせようと「〆切り前でも坂本は家に上げてよし」「手鍋を提げてアパートに押しかけるくらいはしなさい」と娘にハッパをかける、「ムチャな母親」でもある。
日野ヒビキ（ひの ヒビキ）
「ラッキースター」時に14歳のアイドル歌手。一人称は「ヒビキ」。憧れていた藤谷のプロデュースで新曲をリリースすることに。表向きは愛想の良い女の子だが、しっかりした考えの持ち主で時に毒舌でもある。執拗に藤谷を狙うユキノを嫌う。テン・ブランクがクリスマスのライブに参加した翌日にレコーディングの予定があり、その少し前に藤谷に呼ばれてスタジオに来た理多と出会う。以降、関係者枠でテン・ブランクのライブにやってくることがある理多と交友関係を持つ。
藤谷個人のことは苦手だがテン・ブランクのファンでもあり、テン・ブランクや朱音を「音楽をやる人」として尊敬しているため、彼らの前ではあまり自分を偽らない。仕事の合間を縫うようにテン・ブランクのツアー各地で姿を見せ、楽屋に出入りし打ち上げにも混ざり、朱音を励ます存在にもなっている。
櫻井ユキノ（さくらい ユキノ）
テン・ブランクの1stシングル『ZONE-ZERO』のタイアップで、パソコン「デルフィア」のCMに起用されたモデル。その繋がりから、日野ヒビキと同時期に藤谷の楽曲提供を受けて歌手デビュー（藤谷の「真似事ばかりやる井鷺に取られるよりは」という選択）。朱音と同い年だが、子役モデルとして芸能界入りしており芸歴はすでに7年。
坂本が「声域が5オクターヴ近い」と見抜き、藤谷から「魔女」と評される程の歌唱力を誇る。1曲のみという約束だったが以後も藤谷のプロデュースを強く望んでおり、度々執拗な行動に出る。
また、業界各所にスパイがいて、藤谷を独占するために、常にテン・ブランクの動向を観察している。
甲斐弥夜子（かい みやこ）
株式会社「BEAT」のプロデュース&プランニング部・マネージメント担当。テン・ブランクの初期マネージャー。朱音曰く「かっこいい女性」ではっきりした色合いのスーツを着こなす。かつて歌の才能を藤谷に見出され、彼曰く「作った歌は甲斐に歌わせるつもりだった」らしいが、藤谷の我侭でナシにされたこともあってか、藤谷に執着している。
当初、事務所の意向もあって、バンドに女子（しかも素人で未成年）が入ることに反対していたが、藤谷に押し切られた。Z-アウトの前座以降は、朱音に対する態度も若干軟化している。
だが、藤谷に執着するあまりバンド全体よりも藤谷個人を優先するため、朱音をはじめとするメンバーが藤谷を甘やかすことをよく思っておらず、テン・ブランクは、彼女が裏で糸を引いた嫌がらせ（リハーサルスタジオに来る楽器車の鍵が開いていてギターのネックが折れている、TV収録当日に、キーボードの打ち込みデータを入れたフロッピーがバックアップも含めて行方不明になるなど）に一時苦しむこととなった。特に朱音は、真崎つながりで親交があったと思われるオーヴァークロームファンを利用した嫌がらせを受け、TV収録当日にバスドラムを鳴らせなくなる程の怪我を負った。その全てを暴露して退社した後、同じく藤谷に執着する井鷺と組んだ模様。
上山源司（かみやま げんじ）
最終巻で28歳。マネージャー・甲斐弥夜子の退社後、テン・ブランクのチーフ・マネージャーとなる（2ndシングル『SELECTIVE SUN』以降）。もともとファンだったロックバンド「ブーギーズ」のローディー兼護衛を経てマネージャー職に就くが、「ブーギーズ」はある理由から解散、その後テン・ブランクのマネージャーに。サポートミュージシャン時代の高岡と面識があった事もテン・ブランクに関わる事になった理由の1つの様である。
基本的に、藤谷のことは「先生（センセイ）」、高岡のことは「高岡」呼びだが、年少組の坂本と朱音のことは名前で呼ぶ（朱音だけ「アカネ」とカタカナ表記される）。
ガテン系の外見で、応対は体育会系だが気遣いの細やかさは人一倍であり、頼りになる存在。
井鷺一大（いさぎ かずひろ）
中年の音楽プロデューサーでアレンジャー。昔はベースを弾いていたらしい。業界の中では「ダイさん」と呼ばれることもある。学生でありながら音楽活動をしていた藤谷の面倒をよく見ていて、音楽ユニットを結成したりもしたが、結果的に彼に「壊された」人。その後も藤谷の音楽に固執し続け、真似のようなことばかりやるので、藤谷に「潰す対象」と見なされている。歌手・神取アキのプロデューサーも務めており、彼女の曲のギターを弾いたことがある高岡とも面識を持つ。
藤谷がテン・ブランクで活動を再開した後に「テレヴィジョン・トラック」という名前のプロジェクトを立ち上げ、櫻井ユキノをボーカルに据えようとしていたが、藤谷に阻止された。
藤谷と組んでいた頃、左ハンドルのルノーに乗っていた。
西野智孝（にしの ともたか）
『AGE』及び『楽園の涯』の主人公。高岡の高校から大学にかけての同級生。中学・高校とバレー部で、高校ではセッター。
高校1年の時に、同じクラス・出席番号が一つ違いだったことから高岡と知り合い、夏前にある事情で部活を退部してからは、高岡や彼の知人で部活の先輩の同級生でもある山崎和彦と昼休みを共に過ごすようになる（後に再入部）。
自称「腐れ縁」で高岡と同じ大学に進学した後は、高岡がほぼニセ学生となったため、学内ではほとんど顔を合わせなくなったが、高校時代から続く高岡のバンド活動にある程度理解を示している。
佐伯オサム(さえき　おさむ)
オーヴァークロームの音楽プロデューサー。かつては「佐伯収無」（読み同じ）を名乗り、バンド活動していた。
原作登場時は40歳で業界3位のレコード会社の制作ディレクター。デビュー予定だったバンドを寸前で解散させてしまった真崎桐哉を紹介され、彼の面倒を見る形で引き受ける。当初から桐哉の複雑な存在を「表情と中身が合わない子」と見抜き、その才能に惚れ込み、有栖川が男色家ではないかと疑うほど桐哉に肩入れしている。一方で藤谷や有栖川へも気遣いし、周囲に気を配る大人な男性。藤谷が14歳でデビューした頃からの知り合いでもあり、両親と折り合いが悪い藤谷と桐哉にとっては父親代わりとなる存在。
オーヴァークロームの商業的成功で社内での地位も上がっている模様。
国東鮎見（くにさき あゆみ）
オーヴァークロームの熱狂的なファン（教徒）の1人。初登場時18歳で朱音より年長。坂本が執拗なストーキングを受けていた頃、朱音から話を聞いた桐哉によって朱音と引き合わされる。長いソバージュヘアとハッキリした色のメイク、黒服がトレードマークで、複数のラジオ番組へ、オーヴァークロームの曲をリクエストする電話を定期的にかけている。
Z-アウトファンとも交流があり、朱音がZ-アウトの追っかけだったことも知っていて、ファンクラブ会報掲載の集合写真から、坂本をストーキングしている人物を特定するのに一役買った。また、朱音へ嫌がらせをしたファンについては「ファンが他人に迷惑をかけるのは桐哉さんに悪影響が出るから、桐哉さんが一言言えばすぐ特定できる」と、桐哉と教徒の関係を信頼している様子を見せる。
しかし、ある時期から精神が安定せず、過食と拒食を繰り返し、親が桐哉のところへ怒鳴り込む騒ぎが発生。またファンの中で「桐哉の子供を堕ろした」噂が回っていたが、鮎見自ら流したものだった。
石田清花（いしだ さやか）
『アンダーエデン』の主人公。手足に包帯を巻いている中学生。姉の弘子が自身を「男で受け」だと思っていることを気持ち悪く感じているが、姉妹仲はそこまで悪くない模様。両親は不在がちな家庭で、姉が男のような振舞いをすることもあり、精神的に不安定なところがある。通っている中学ではイジメのターゲットにされており、不登校気味。手足に巻いた包帯は、常に持ち歩いているカッターによる自傷痕を隠す目的もある。
姉から自宅マンションの別フロアに真崎桐哉が住んでいると聞き、オーヴァークロームと真崎に興味を持つ。オーヴァークロームのライブに出入りするようになり、自らの命を削って歌うようなライブを見せる真崎に「どうしてそこまでできるのか」という疑問を持ち、「ハナ」と名乗って年長のファンである女性たちと交流を重ねる。そんなある日、解散の噂が聞こえてきて、交流している女性の中に個人的に有栖川と繋がりを持つ人がいた事で「この世界は汚い」と認識する。
オーヴァークローム解散の噂が本格的に広まり、もともと抱えていた家庭崩壊の不安や学校での不満などに対して、数少ない精神の安定を保つ手段が失われそうな現状に危機感を覚え、マンションの地下駐車場出入り口で偶然を装って待ち伏せた真崎との会話の際に、挑発されて彼に向けていたカッターの刃を真崎が深く握りこんだことで負傷させ、結果的にライブをキャンセルに追い込んでしまう。それを悔いて、ファン同士の交流で使っていたネット掲示板に「真崎を刺したのはハナ」と書き込んで、ライブへ行くことをしばらくの間辞めていた。
香椎理多（かしい りた）
『アグリー・スワン』の主人公。12人組の地下アイドル「ミュジカ・ドリカ（ミュジ・ドリ）」で不動のセンターを務めるメンバー。愛称は「りーた」。第一章（本編『冒険者たち』の頃）では19歳。第三章で21歳になっている。
うまく笑えないのがコンプレックスで、コアなファンもいればアンチもいるタイプだが、歌唱力の高さからライブ時の生歌を唯一許可されている。
19歳の頃、友人に誘われてプライベートでTBのライブに行き、とある事情から楽屋で高岡と対面。その後、プロデューサーの意向で普段のアイドル路線とは違う路線のソロシングルを出すことになり、プロデューサーのツテからギター担当として高岡が呼ばれ、再会する。以降、関係者枠でテン・ブランクのライブチケットを融通してもらうことも。ソロシングルでの演奏を聞いて高岡のギターに対して独占欲を見せ、バックバンドの固定メンバーとして求めるようになるも、藤谷との実力差に打ちひしがれ、それでも高岡の奪い合いを続ける、努力の人。高岡の本質が、相手の弱点や本質を暴くような鋭さを持つものであることを、彼との会話や楽器の音色で悟っている。
母親がミュージカル映画「サウンド・オブ・ミュージック」のジュリー・アンドリュース好きで、アイドルとして活動する娘に対して度々引き合いに出したり、過保護気味な行動を取るため、対応に苦慮している。
ソロデビューを機に「プロデューサーに枕営業した」と囁かれ始め、メンバーからいじめを受けるようになり、ユニットのファンにもその噂は広がっていく。ソロに専念するためユニットを脱退するが、ファンの中にストーカーがいて嫌がらせのメールは収まらず、ミュジカ・ドリカの人気もかげりを見せる（後に、実際に枕営業していたのはリーダーだったことが週刊誌に出ている）。
高岡と個人的に交友関係を持つようになり、世田谷区の高岡のマンションの合鍵を貰ってからは、三鷹の自宅よりも仕事で高岡が不在なこともあるマンションにいることが増え、上述の友人（テン・ブランク、特に高岡のファン）や「ミュジ・ドリ」時代からの自身のファンに高岡との関係について噂が回った。「ミュジ・ドリ」時代から引き続きついているプロデューサーや藤谷と相談の末、双方の判断をもとに、その噂は自身の認知度を稼ぐために利用することを決めるなど、したたかな面も見せる。
高岡や藤谷を通してテン・ブランクの他のメンバーとも面識を持ち、高岡がギターとして参加したソロツアーの東京公演初日では、藤谷と朱音が会場に来ている。

## 用語
TEN BLANK（テン・ブランク）
主人公たちが活動するバンド。TBとも略される。ドラマ版では「TENBLANK」とスペースなしで表記される。
メンバー構成はギター・トリオ＋キーボードでベースの藤谷がボーカルも兼任。キーボードの坂本とドラムの朱音に「互換性」があるのが特徴。ノベルス版『熱の城』収録の、コバルト本誌から採録された『藤谷によるアルバム全曲解説』というコンセプトの記事にて「朱音のドラムと坂本のドラムをモザイク状に組んだ」曲があることが確認出来る。
ピアニストが本業の藤谷による作曲が中心の為、メロディアスな曲が多い。その譜面構成もさることながら、メンバーそれぞれに独特のリズムや癖があるため、「曲」として成立するかしないかの瀬戸際を地でいく。
作中冒頭で、一旦は音楽活動を辞めた藤谷直季が復帰することが、水面下では音楽ライターや音楽雑誌の編集部に伝わっており、その時は名前がなかった。TV出演の際、藤谷はバンド名について「100の1桁目が不明という意味」と説明した。
オーヴァーサイト・サイバナイデッド・クローマティック・ブレイドフォース
通称「オーヴァークローム」。英字で書くとOversight Cyberni-dead Chromatic Bladeforceとなる。「Cybernized」ではないところが桐哉にとってはこだわり。ドラマ版では「オーヴァークローム」あるいは「OVER CHROME」と表記される。
真崎桐哉と有栖川シンによるユニット。シンセサイザーを多用した、「機械仕掛け」とも評される楽曲が特徴だが、作詞・作曲は一貫して桐哉が1人で行っている。
インディーズ時代は都内でライブを重ね、アルバム1枚をリリース後メジャーデビュー。その後も精力的に楽曲を発表し続けていたが、メジャーデビューから2年2か月で解散となった。
Z-アウト
原作では読み不明だが、田口版コミカライズではZの部分に「ズィー」とルビが振られる。ドラマ版では「Z-OUT」と表記される。
人数、編成などは作中で明らかになっていないが、中高生以上の年代に「追っかけ」が多数存在する人気バンド。ボーカルは「レージ（さん）」と呼ばれる。
高岡がサポートメンバーとしてツアーに長く関わっており、朱音はその頃に高岡を知って、高岡目当てでツアーの追っかけをしていた時期がある。公設ファンクラブと、ファンクラブ発行の会報がある。
作者の別作『XAZSA』にも名前だけ登場している。
藤谷スタジオ
神宮前の一等地にある、藤谷所有の一軒家の通称（『嵐が丘』の少し前に高岡が名づけたらしい）。2階建てで、1階のリビングは完全防音仕様になっており、そのままスタジオにできるらしく、楽器類や作曲に使うパソコンといった機器が置かれている。リビングに置かれた電子ピアノの椅子は、藤谷の「定位置」とされる。藤谷の個室はリビングよりも玄関に近い場所にある。また、2階は坂本と高岡に1部屋ずつ貸している他、サラウンド仕様のステレオセットが置かれた「視聴覚教室」がある。リビングに置かれた電話以外にも、藤谷や高岡の個人用回線が引いてあるらしい。
グラスハート
ソロ時代（17歳）に藤谷が作った楽曲の曲名。ある女性歌手に提供された。歌詞の一部がシリーズを通してのキーワード。坂本はこの歌を「『純粋』な曲」と表現する。また、TBのデビュー前のライブでは、藤谷が歌詞を変え、バンド用に再編曲した。
ミュージックステイツ
視聴率20％は確実という、有名な音楽番組。TBのテレビデビューはこの番組だった。オーヴァークロームも出演経験がある。

## 既刊一覧

### オリジナル版
- 若木未生（著） / 橋本みつる（イラスト、「AGE/楽園の涯」まで） / 羽海野チカ（イラスト、「冒険者たち」から「LOVE WAY」まで） / 藤田貴美（イラスト、「イデアマスター」以降） 『グラスハート』 集英社→幻冬舎コミックス〈コバルト文庫→幻冬舎バーズノベルス→単行本〉、既刊11巻（2023年12月27日現在）
  1. 1994年1月10日第1刷発行（1月3日発売[7]）、ISBN 4-08-611809-2
  2. 「薔薇とダイナマイト」1994年6月10日第1刷発行（6月3日発売[8]）、ISBN 4-08-611856-4
  3. 「ムーンシャイン」1996年4月10日第1刷発行（4月3日発売[9]）、ISBN 4-08-614178-7
  4. 「嵐が丘」1997年1月10日第1刷発行（1996年12月25日発売[10]）、ISBN 4-08-614272-4
  5. 「いくつかの太陽」1999年5月10日第1刷発行（4月27日発売[11]）、ISBN 4-08-614592-8
  6. 「AGE/楽園の涯」1997年8月10日第1刷発行（7月25日発売[12]）、ISBN 4-08-614350-X
  7. 「冒険者たち」2001年9月10日第1刷発行（8月31日発売[13]）、ISBN 4-08-600001-6
  8. 「熱の城」2002年6月10日第1刷発行（6月1日発売[14]）、ISBN 4-08-600116-0
  9. 「LOVE WAY」2003年1月10日第1刷発行（2002年12月25日発売[15]）、ISBN 4-08-600209-4 ※ここまで集英社コバルト文庫
  10. 「イデアマスター」2009年2月28日第1刷発行（2月27日発売[16]）、ISBN 978-4-344-81575-9 ※ここから合本版『熱の城』まで幻冬舎バーズノベルス
  11. 「アグリー・スワン」2023年12月31日第1刷発行（12月27日発売[17]）、ISBN 978-4-344-85348-5 ※幻冬舎コミックスの単行本

### 合本版
- 若木未生（著） / 藤田貴美（イラスト） 『グラスハート』 幻冬舎コミックス〈幻冬舎バーズノベルス〉、全4巻
  1. 2010年2月28日第1刷発行（2月26日発売[18]）、ISBN 978-4-344-81906-1
    - 文庫版『グラスハート』『薔薇とダイナマイト』の合本。書き下ろし「あたらしい朝」収録

  2. 「嵐が丘」2010年6月30日第1刷発行（同日発売[19]）、ISBN 978-4-344-81979-5
    - 文庫版『ムーン・シャイン』『嵐が丘』の合本。書き下ろし「エンゲイジド・チルドレン あたらしい朝II」収録

  3. 「いくつかの太陽」2010年10日31日第1刷発行（10月29日発売[20]）、ISBN 978-4-344-82069-2
    - 文庫版『いくつかの太陽』『AGE/楽園の涯』の全文、『冒険者たち』より一部の合本。書き下ろし「夜に飛ぶ鳥」収録

  4. 「熱の城」2011年2月28日第1刷発行（同日発売[21]）、ISBN 978-4-344-82160-6
    - 文庫版『冒険者たち』の残り、『熱の城』『LOVE WAY』の合本。その他、書き下ろし「フラワーズ visions of luminescence」と文庫未収録だった『Cobalt』本誌掲載記事を収録[1]。

### 文庫新装版
- 若木未生（著） / 藤田貴美（イラスト） 『グラスハート』 幻冬舎コミックス〈幻冬舎コミックス文庫〉、全6巻
  1. グラスハート 2025年6月24日発売[22]）、ISBN 978-4-344-85604-2
    - 『グラスハート』Ⅰ～Ⅲ、書き下ろし『ピースオブライツ〈piece one〉』収録

  2. あたらしい朝 2025年6月24日発売[23]）、ISBN 978-4-344-85622-6
    - 『薔薇とダイナマイト』第一章～第三章、『あたらしい朝』、書き下ろし『ピースオブライツ〈piece two〉』収録

  3. ムーン・シャイン 2025年6月24日発売[24]）、ISBN 978-4-344-85605-9
    - 『嵐が丘』Ⅰ～Ⅴ、『ムーン・シャイン』、『エンゲイジド・チルドレン』、書き下ろし『ピースオブライツ〈piece three〉』収録

  4. 楽園の涯 2025年6月24日発売[25]）、ISBN 978-4-344-85606-6
    - 『いくつかの太陽』Ⅰ～Ⅳ、『AGE』、『楽園の涯』Ⅰ～Ⅲ、『New Song』、『ラッキースター』、『目を覚ませ』、『夜に飛ぶ鳥』、書き下ろし『ピースオブライツ〈piece four〉』収録

  5. LOVE WAY 2025年6月24日発売[26]）、ISBN 978-4-344-85607-3
    - 『冒険者たち―ff―』、『冒険者たち―pp―』、『ストロボライツ』、『熱の城』Ⅰ～Ⅱ、『さよならカナリア』、『LOVE WAY』Ⅰ～Ⅱ、『アンダーエデン』、『アカツキに火を放て』、『フラワーズ』、書き下ろし『ピースオブライツ〈piece five〉』収録

  6. イデアマスター 2025年6月24日発売[27]）、ISBN 978-4-344-85608-0
    - 『海と黄金[introduction]』、『コゴエ ノ イロ』、『イデアマスター』Ⅰ～Ⅲ、『ラッシュ』、『海と黄金[music remained]』、書き下ろし『ピースオブライツ〈piece six〉』収録

## Webドラマ
2025年7月31日よりNetflixにて配信中。主演は佐藤健。
原作ファンだった佐藤が実写化を熱望し、自らNetflixに企画を持ち込んだことでドラマ化が実現した。
主演の佐藤が企画・共同エグゼクティブプロデューサーも兼ね、メインキャストの町田啓太、志尊淳、菅田将暉、山田孝之らに自ら出演交渉を行い、楽曲制作も野田洋次郎らアーティストに佐藤が直接依頼した。西条朱音役は1000人のオーディションから宮﨑優が選ばれた。
原作は西条朱音を主役とした各キャラクターによる重層的な群像劇だが、ドラマは佐藤演ずる藤谷直季を主役とし、原作者の了承を得た上で、キャラクター設定や展開も、藤谷が中心となるよう大きく変更している。
TENBLANKのメンバーを演じる佐藤、町田、志尊、宮﨑は1年以上かけてそれぞれのパートの楽器を習得し、実際の映像でも自ら演奏している（ただし、ギター、キーボード、ドラム、ベースの出音はそれぞれのプロの吹き替え）。またドラマの配信に合わせて、TENBLANKとして現実にデビューアルバムが発売された。

### キャスト
- 藤谷直季：佐藤健[4]（幼少期：安藤柚聖[31]）
- 西条朱音：宮﨑優[4]
- 高岡尚：町田啓太[4]
- 坂本一至：志尊淳[4]
- 真崎桐哉：菅田将暉[4]（幼少期：斉藤拓弥[31]）
- 甲斐弥夜子：唐田えりか[32]
- 上山源司：竹原ピストル[32]
- 櫻井ユキノ：高石あかり[32]
- 西条モモコ：YOU[32]
- 井鷺一大：藤木直人[32]
- レージ：山田孝之[32]
- 有栖川真広：レイニ[32]
- 小森瑛子：上原実矩[33]
- 運営スタッフ：脇知弘[34]
- 鵜藤：水木洋平[35]
- 鶴岡：藤本かえで[36]
- ラーメン屋店員：オラキオ
- 東：片岡礼子
- 南田：駒木根隆介
- 西山：安部賢一
- 夏目：白瀬南美
- 少女：森田想[37]
- 春奈：清水葉月[38]
- 院長：YUKI[39]

### スタッフ
- 原作 - 若木未生／「グラスハート」シリーズ（幻冬舎コミックス刊）[4]
- 監督・撮影 - 柿本ケンサク[4]
- 監督 - 後藤孝太郎[4]
- 脚本 - 岡田麿里、阿久津朋子、小坂志宝、川原杏奈[4]
- エグゼクティブプロデューサー - 岡野真紀子[4]
- 共同エグゼクティブプロデューサー - 佐藤健[4]
- プロデューサー - アベゴウ[4]
- ラインプロデューサー - 櫻井紘史[4]
- タイトルソング - 佐藤健「Glass Heart」
- 劇中曲 - TENBLANK「旋律と結晶」
- 劇伴 - 高木正勝
- 劇中音楽指導 - ドラム指導：若山雅弘、ドラム指導/演奏吹替：大竹美希、ドラム演奏協力：MIZUKI、ギター指導：キタムラチカラ、ギター指導/演奏吹替：Abechi、キーボード指導：山本隆二、キーボード指導/演奏吹替：宇川祐太朗、工藤寛丈、ベース指導/演奏吹替：柳樂大志、ピアノ指導：松尾優、新澤健一郎、秋田慎治、KOUGA、譜面指導：切田光星、譜面作成：斎藤茂彦
- 制作プロダクション - ROBOT[4]
- 製作 - Netflix[4]

### 音楽
- TENBLANK「Glass Heart」（2025年8月1日、ワーナーミュージック・ジャパン）規格：WPCL-13687

- 参加アーティスト - 野田洋次郎（RADWIMPS）、飛内将大、Taka（ONE OK ROCK）、川上洋平（[Alexandros]）、清竜人、Yaffle、TeddyLoid、たなか（Dios）、ざらめ、ao、MEG、飛内将大、大濱健悟、Soma Genda、太志、田中秀典、永野亮、松原さらり、松尾優、南田健吾、CJ Baran、Kie Katagi、スガダイロー、村田昭、NANa、Jamil Kazmi

### 配信日程
| 配信回       | 配信日        | サブタイトル  | 配信時間 | 脚本                | 監督         |
| ------------ | ------------- | ------------- | -------- | ------------------- | ------------ |
| エピソード1  | 2025年7月31日 | グラスハート  | 49分     | 岡田麿里 阿久津朋子 | 柿本ケンサク |
| エピソード2  | 2025年7月31日 | 旋律と結晶    | 41分     | 岡田麿里 阿久津朋子 | 柿本ケンサク |
| エピソード3  | 2025年7月31日 | 約束のうた    | 41分     | 小坂志宝            | 後藤孝太郎   |
| エピソード4  | 2025年7月31日 | PLAY OUT LOUD | 46分     | 岡田麿里            | 後藤孝太郎   |
| エピソード5  | 2025年7月31日 | シトラス      | 40分     | 小坂志宝            | 柿本ケンサク |
| エピソード6  | 2025年7月31日 | Vibrato       | 39分     | 阿久津朋子          | 柿本ケンサク |
| エピソード7  | 2025年7月31日 | Lucky Me      | 40分     | 阿久津朋子          | 後藤孝太郎   |
| エピソード8  | 2025年7月31日 | MATRIX        | 44分     | 小坂志宝            | 後藤孝太郎   |
| エピソード9  | 2025年7月31日 | 永遠前夜      | 54分     | 岡田麿里            | 柿本ケンサク |
| エピソード10 | 2025年7月31日 | Glass Heart   | 33分     | 阿久津朋子          | 柿本ケンサク |